# Merboltice
Merboltice (en allemand : Mertendorf) une commune du district de Děčín, dans la région d'Ústí nad Labem, en Tchéquie. Sa population s'élevait à 212 habitants en 2021.

## Géographie
Merboltice se trouve à 14 km au sud-est de Děčín, à 21 km à l'est d'Ústí nad Labem et à 69 km au nord-nord-ouest de Prague.

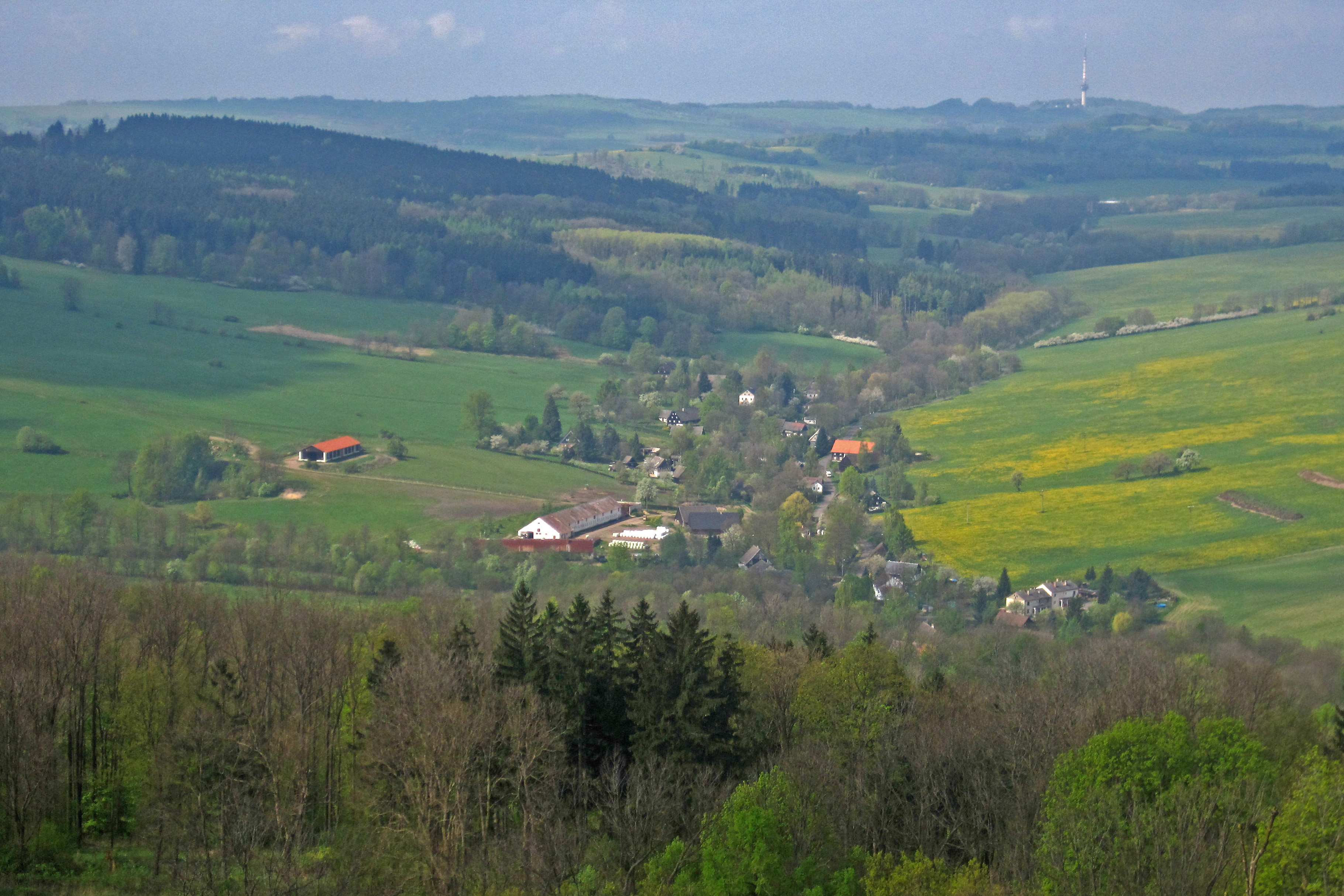
Sud-ouest du village, depuis la tour de guet sur Strážný vrch.

La commune est limitée par Valkeřice à l'ouest et au nord-ouest, par Starý Šachov au nord, par Žandov à l'est, et par Verneřice au sud.

## Histoire
La première mention écrite du village date de 1352.

## Transports
Par la route, Merboltice se trouve à 12 km de Benešov nad Ploučnicí, à 21 km de Děčín, à 28 km d'Ústí nad Labem et à 90 km de Prague.